# Esthemopsis
Esthemopsis is een geslacht van vlinders uit de familie van de prachtvlinders (Riodinidae), onderfamilie Riodininae.
Esthemopsis werd in 1865 voor het eerst wetenschappelijk beschreven door C. & R. Felder.

## Soorten
Esthemopsis omvat de volgende soorten:
- E. aeolia H. Bates, 1868
- E. alicia (H. Bates, 1865)
- E. caerulea
- E. celina Bates, 1868
- E. clonia C. & R. Felder, 1865
- E. colaxes Hewitson, 1870
- E. crystallina Brévignon & Gallard, 1992
- E. fenella (Grose-Smith, 1902)
- E. inaria (Westwood, 1851)
- E. jesse (Butler, 1870)
- E. linearis Godman & Salvin, 1880
- E. lithosina Bates, 1868
- E. macara (Grose-Smith, 1902)
- E. pherephatte (Godart, 1824)
- E. poliotactis Stichel, 1910
- E. sericina (H. Bates, 1867)
- E. talamanca Hall, J & Harvey, 2007